# Bang Na Expressway

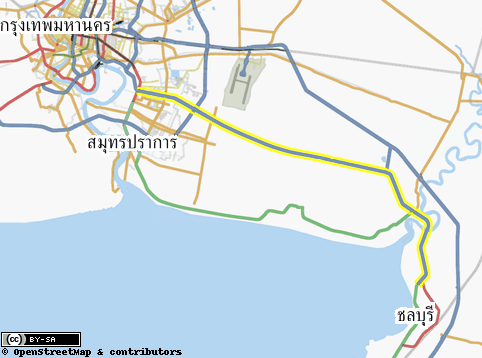
Carte montrant la Bang Na Expressway surlignée en jaune

Bang Na Expressway (nom complet : Bang Na - Bang Pli - Bang Pakong Expressway), officiellement Burapha withi Expressway (en thaï : ทางพิเศษบูรพาวิถี), est un viaduc autoroutier de 54 km de long à six voies situé dans la ville de Bangkok, en Thaïlande. Il s'agit d'une autoroute à péage surplombant la National Highway Route 34 (Bang-Bang Na Pakong Road).
Il s'agissait du viaduc le plus long du monde avant la construction du Grand viaduc de Weinan weihe, en 2008. En juillet 2021, il détient le record du pont routier le plus long au monde, d'après le livre des records Guinness.

## Localisation
Cette autoroute est située au sud-est de Bangkok. Elle permet de relier le centre-ville au deuxième aéroport international de Bangkok, ainsi qu'au port en eaux profondes Laem Chabang et à la région industrielle de la Eastern Seabord.

## Descriptif
L'axe principal mesure 55 km de long et occupe un tablier situé à une hauteur de 18,60 m. Il s'agit d'un pont à poutre-caisson de 27 m de largeur et dont la longueur moyenne des travées est de 41,85 m.
Les rampes d'accès et les intersections représentent une longueur totale de 40 km. 

## Construction
La Bang Na Expressway a été construite par un consortium de type coentreprise, BBCD, constitué des sociétés Bauaktiengesellschaft Bilfinger et Berger en Allemagne et Ch. Karnchang Plc, en Thaïlande. Le projet fut conçu par l’Autorité de transport rapide et de l'Expressway de Thaïlande (ETA) dans l'objectif de réduire les embouteillages dans la métropole de Bangkok, ainsi que d'encourager le développement industriel au Sud-Est, et de relier la ville au projet du nouveau aéreoport.
En juin 1995, un contrat est signé entre l'ETA et BBCD pour la construction de 55 km d'autoroute surélevée ainsi que de 40 km de rampes et d'intersections, pour une surface totale de 1 900 000 m2. La durée des travaux fut initialement estimée à 3 ans et demi, et divisée en 8 étapes, pour un coût total prévu d'près de 1 milliard de dollars. 
Commencés en 1996, les travaux ont été achevés en mars 2000[réf. nécessaire]. La construction du pont a exigé 1 800 000 m3 de béton. 
Un chantier situé à 4,5 km au nord de la voie rapide fut mis en opération pour la préfabrication des segments du pont. Construit en été 1995, le site de Bang Bo s'étendait sur 650 000 m2 de surface, et détenait le titre de la plus grande usine du monde.
La conception de l'ouvrage a été faite par les bureaux de Jean Muller International situés à San Diego, aux États-Unis, dans le cadre d'un marché de conception-réalisation. 
Deux gares de péage sont positionnées sur la structure surélevée, à l'endroit où elle s'élargit pour accueillir douze voies.
La hauteur moyenne des colonnes principales est de 16 m. 